# Aschaffenburger Zellstoffwerke
Aschaffenburger Zellstoffwerke – przedsiębiorstwo z branży papierniczej założona 12 maja 1872 roku. Do 19 kwietnia 1917 roku działała jako AG für Zellstoff- und Papierfabrikation, a od 1939 roku jako Aschaffenburger Zellstoffwerke AG. Tochtergesellschaften und Beteiligungen. Od 1970 roku stanowiła ona część PWA Papierwerke Waldhof-Aschaffenburg AG z siedzibą w Monachium. Obecnie zakład produkcyjny znajduje się w Stockstadt koło Aschaffenburga